# خراسنوهراد
شهر خراسنوهراد (به روسی: Красноград) در استان خارکف در کشور اوکراین واقع شده‌است. جمعیت این شهر ۲۰,۰۱۳ نفر (۲۰۲۱ تخمینی) است.

## نگارخانه

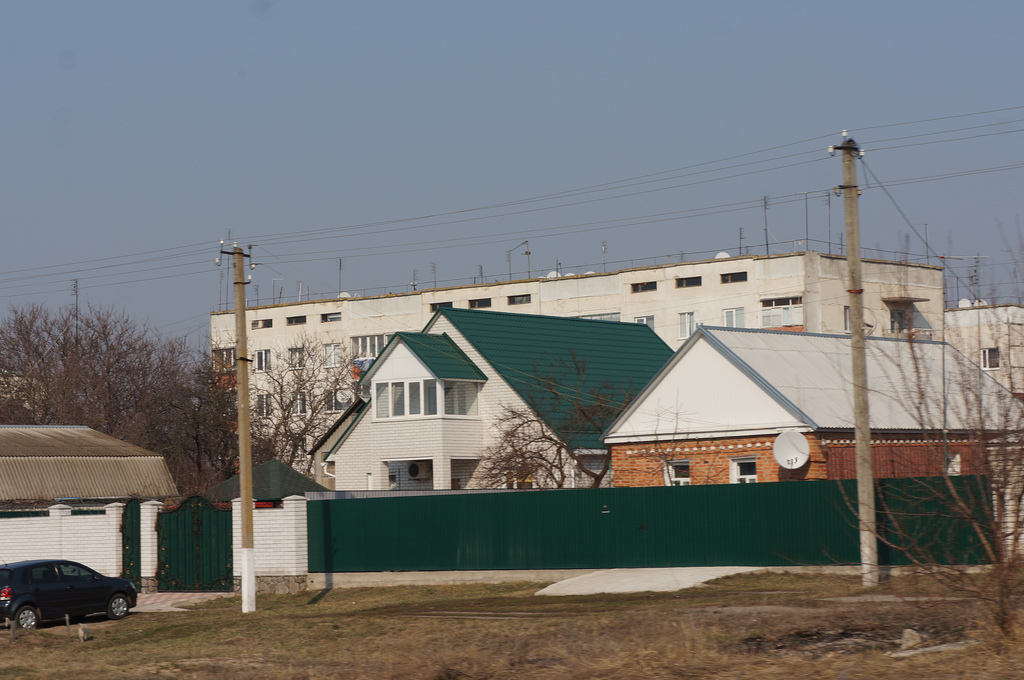
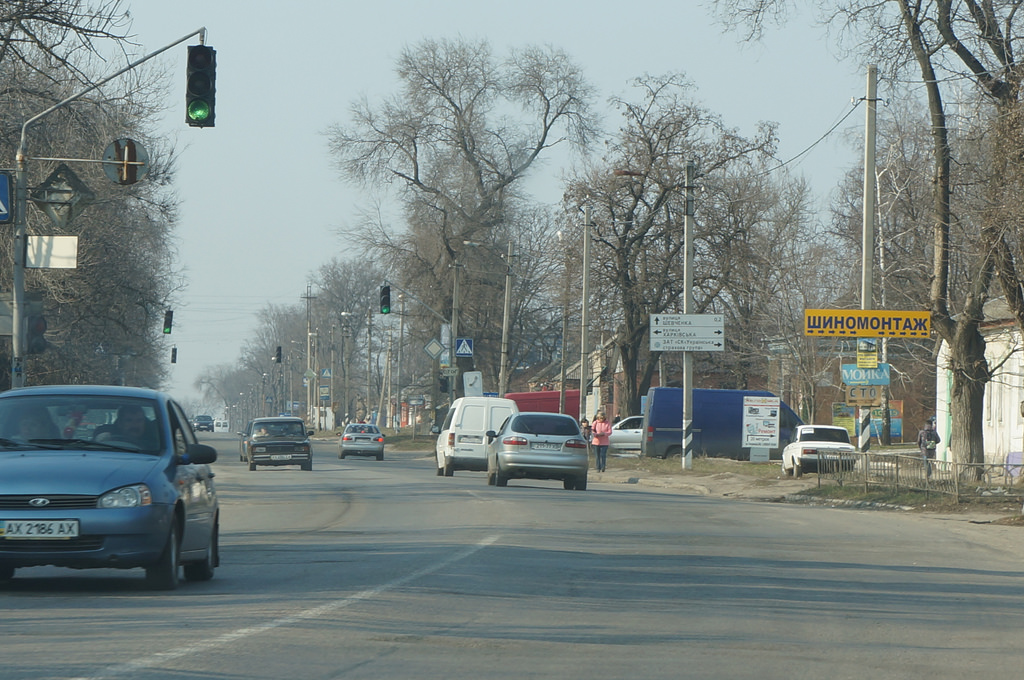
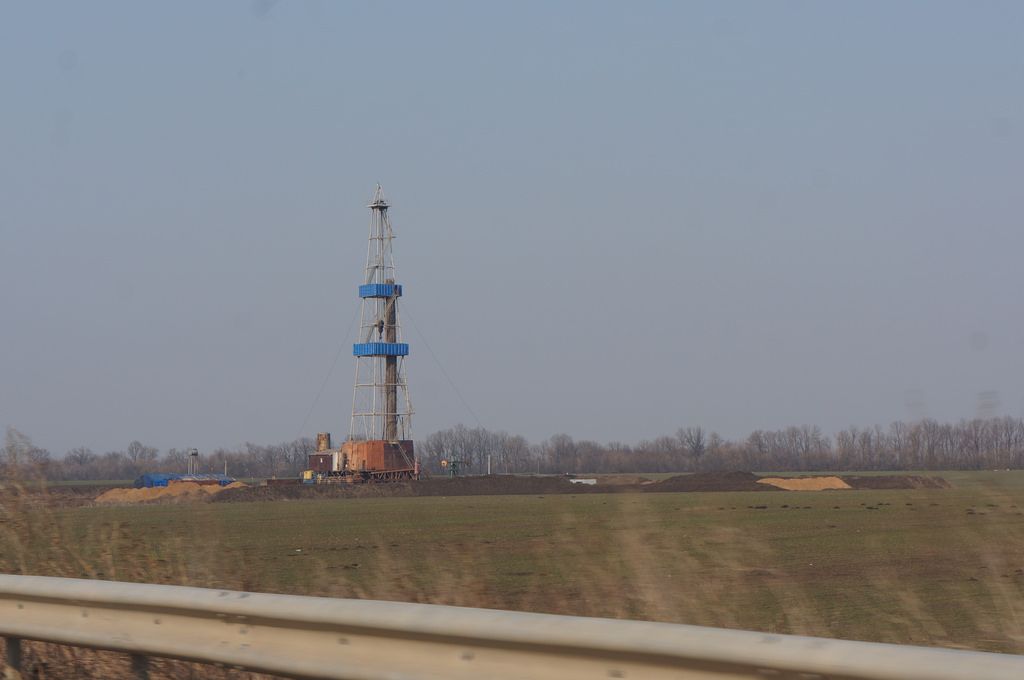